# 蒙梅利扬
蒙梅利扬（法語：Montmélian，法語發音：[mɔ̃meljɑ̃] ⓘ），法国东部城市，奥弗涅-罗讷-阿尔卑斯大区萨瓦省的一个市镇，隶属于尚贝里区，其市镇面积为5.69平方公里，2022年1月1日时人口数量为4,041人，在法国城市中排名第2,710位。
蒙梅利扬位于萨瓦省南部，伊泽尔河右岸，13世纪时曾为薩伏依伯國的行政中心，现为一个区域性的中心城市和交通枢纽，多条铁路和公路在此交汇。

## 地名来源
蒙梅利扬最初于公元1014年以拉丁语“Meiolanum”的形式被记载，该名称可能源自高卢语“men”和“mediolanon”，分别意为“山体突出部分”和“中心地带”，可能与当地的自然地理特征有关。在1792至1801年间，当地曾使用“Montmeillant”及“Montméliant”作为官方名称。
蒙梅利扬所处地区历史上曾通行法兰克-普罗旺斯语，“Montmélian”对应的法兰克-普罗旺斯语拼写形式为“Monmélyan”或“Montmèlyan”。

## 历史

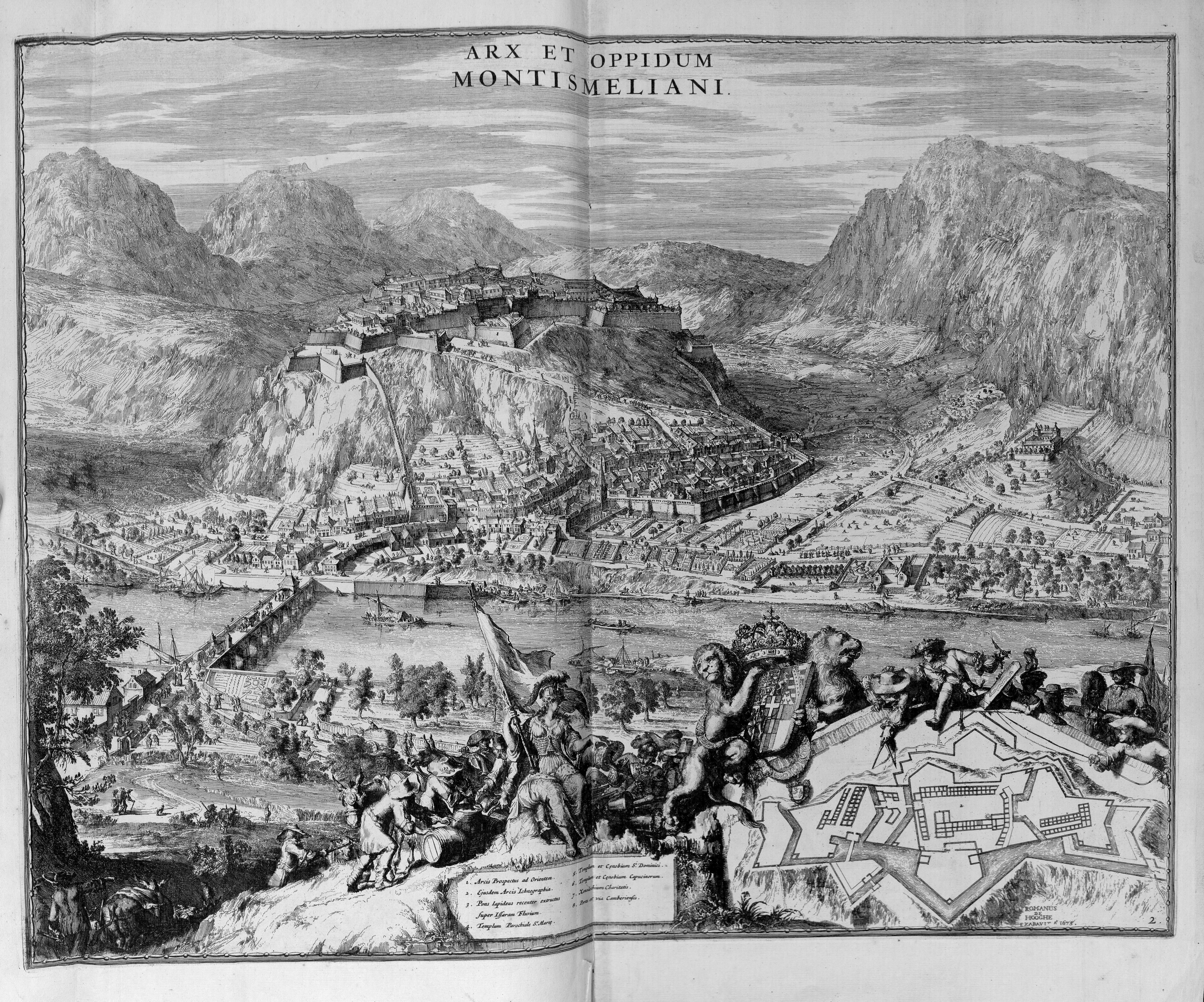
1726年的蒙梅利扬

蒙梅利扬位于一处河谷要道处，自古典时期便成为一个重要驿站。罗马人入侵高卢后沿伊泽尔河开辟了连接维埃纳和米兰之间的道路，另一条直通布尔歇湖畔的道路则在蒙梅利扬与之交汇。公元五世纪时，该区域被勃艮第人占领，后者在此建立勃艮第王国，成为薩伏依伯國的前身。得益于交通优势，蒙梅利扬在中世纪初逐渐发展成为萨瓦山谷地区的一个商业中心，其城市外围的城墙得到加固。公元12世纪时，蒙梅利扬一度成为萨伏伊伯国的行政中心，伯爵阿梅代四世为蒙梅利扬颁发了市镇宪章。1248年，蒙梅利扬发生山体滑坡，当地的一些居民区受到冲积，此外，伊泽尔河历史上曾多次发生洪水，蒙梅利扬的城市建设因此受到严重影响。1295年，萨伏伊伯爵搬迁至新建成的尚贝里城堡内，尚贝里由此取代了蒙梅利扬成为伯国首府。中世纪中后期，蒙梅利扬境内出现了多个教会。1525年，弗朗索瓦一世在前往参与帕维亚之战的旅程中曾住宿于蒙梅利扬。法兰西-萨伏伊战争期间，法兰西国王亨利四世曾率兵围攻蒙梅利扬并最终取得胜利。1706年，在塞巴斯蒂安·勒普雷斯特·德·沃邦的要求下，蒙梅利扬城墙被拆除。1714年《乌得勒支和约》签订后，蒙梅利扬所处的萨瓦普罗普尔地区并入法兰西王国，成为一个行省。1792年，蒙梅利扬成为勃朗峰省的一个市镇。1815至1860年间，萨瓦地区被萨丁王国控制，后根据《杜林條約》重新划入法国，并成为萨瓦省的一个市镇。其间，途径蒙梅利扬的屈洛兹－莫达讷铁路首开段于1856年建成，前往格勒诺布尔方向的铁路则于1864年开通，蒙梅利扬火车站成为萨瓦地区的重要铁路枢纽。20世纪中后期，随着尚贝里地区的城市扩张以及通勤列车的开行，蒙梅利扬人口数量有所增加。

## 地理

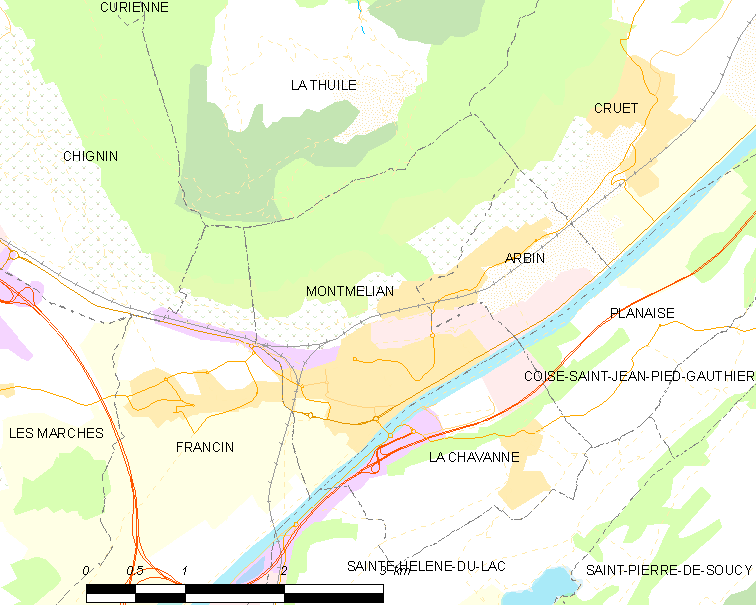
蒙梅利扬市镇范围地图

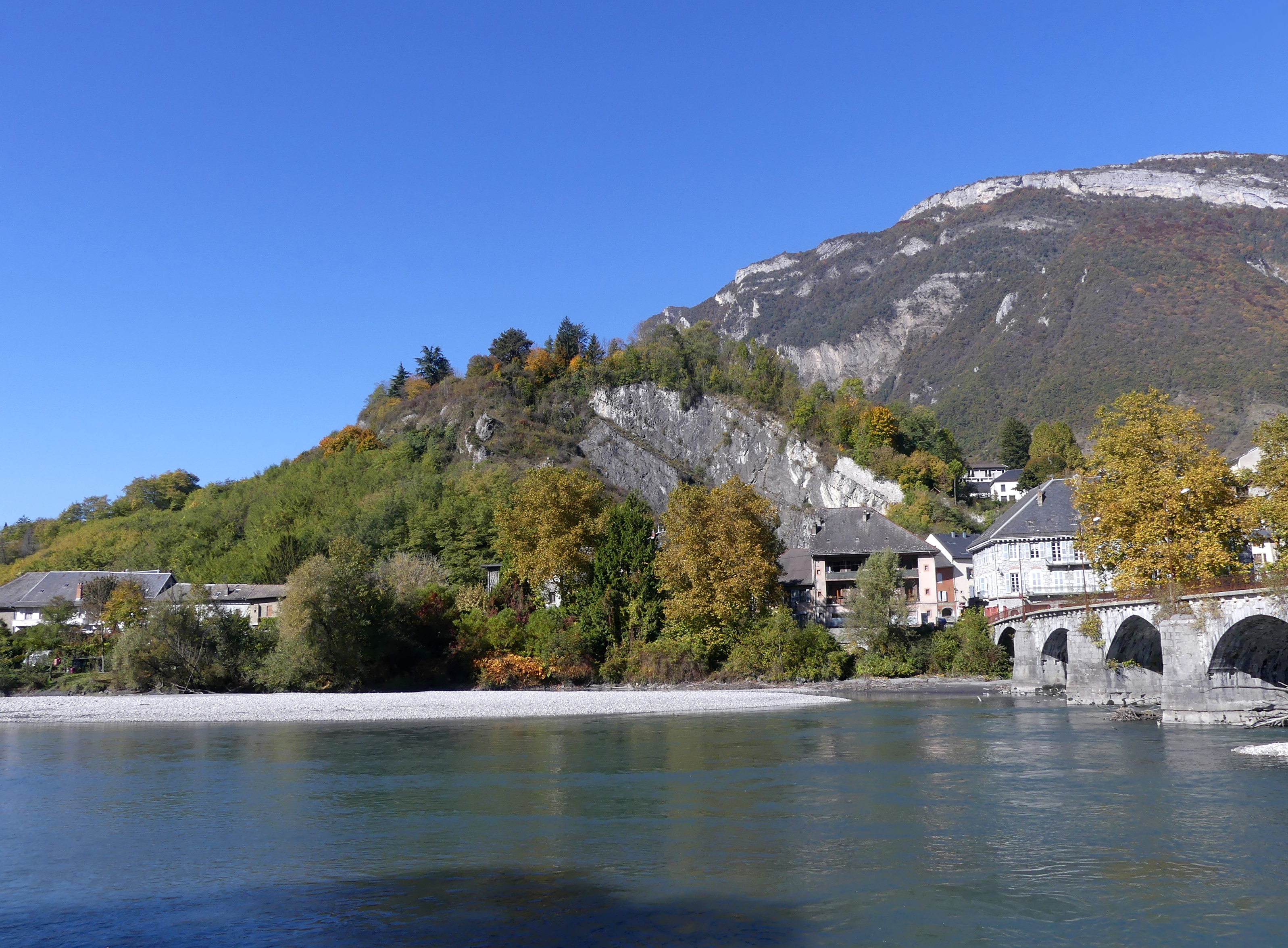
伊泽尔河蒙梅利扬段

蒙梅利扬位于法国东部，奥弗涅-罗讷-阿尔卑斯大区东部和萨瓦省南部，距离省会尚贝里大约11公里。与蒙梅利扬接壤的市镇包括：阿尔班、拉沙瓦讷、滨湖圣埃莱娜、拉蒂勒、波特德萨瓦。

### 地形
蒙梅利扬位于伊泽尔河谷地，其南北两侧分别为貝勒多訥山脈和博日山脉，境内以山区冲积平原和丘陵为主，市镇中心整体地势自南向北逐渐抬升，北侧为山地，全境海拔在256到1,200米之间。

### 水文
蒙梅利扬位于罗讷河流域范围内，伊泽尔河干流自东北向西南流经市镇东南界。

### 植被
蒙梅利扬属于温带阔叶混交林区，市中心的城堡山（Citadelle）分布有天然林地。
在鲜花城市的评比中，蒙梅利扬被评为3星级鲜花城市。

### 气候
蒙梅利扬在柯本气候分类法中属于带有温带气候特征的山地气候。
距离蒙梅利扬最近的常年气象站位于圣皮埃尔德苏西境内，以下为该气象站的数据（其中日照数据取自尚贝里-艾克斯莱班气象站）：
| 圣皮埃尔德苏西 1981年－2019年 | 圣皮埃尔德苏西 1981年－2019年 | 圣皮埃尔德苏西 1981年－2019年 | 圣皮埃尔德苏西 1981年－2019年 | 圣皮埃尔德苏西 1981年－2019年 | 圣皮埃尔德苏西 1981年－2019年 | 圣皮埃尔德苏西 1981年－2019年 | 圣皮埃尔德苏西 1981年－2019年 | 圣皮埃尔德苏西 1981年－2019年 | 圣皮埃尔德苏西 1981年－2019年 | 圣皮埃尔德苏西 1981年－2019年 | 圣皮埃尔德苏西 1981年－2019年 | 圣皮埃尔德苏西 1981年－2019年 | 圣皮埃尔德苏西 1981年－2019年 |
| 月份                          | 1月                           | 2月                           | 3月                           | 4月                           | 5月                           | 6月                           | 7月                           | 8月                           | 9月                           | 10月                          | 11月                          | 12月                          | 全年                          |
| ----------------------------- | ----------------------------- | ----------------------------- | ----------------------------- | ----------------------------- | ----------------------------- | ----------------------------- | ----------------------------- | ----------------------------- | ----------------------------- | ----------------------------- | ----------------------------- | ----------------------------- | ----------------------------- |
| 历史最高温 °C（°F）           | 16.5 (61.7)                   | 20.6 (69.1)                   | 26.2 (79.2)                   | 30.4 (86.7)                   | 33.6 (92.5)                   | 37.2 (99.0)                   | 39.6 (103.3)                  | 41.2 (106.2)                  | 32 (90)                       | 29 (84)                       | 23 (73)                       | 21.3 (70.3)                   | 41.2 (106.2)                  |
| 平均高温 °C（°F）             | 5 (41)                        | 7.7 (45.9)                    | 12.8 (55.0)                   | 16.6 (61.9)                   | 21.2 (70.2)                   | 24.8 (76.6)                   | 27.8 (82.0)                   | 26.8 (80.2)                   | 22.2 (72.0)                   | 16.6 (61.9)                   | 9.4 (48.9)                    | 5.3 (41.5)                    | 16.4 (61.5)                   |
| 日均气温 °C（°F）             | 1.4 (34.5)                    | 3.2 (37.8)                    | 7.2 (45.0)                    | 10.6 (51.1)                   | 15.1 (59.2)                   | 18.5 (65.3)                   | 21.1 (70.0)                   | 20.4 (68.7)                   | 16.5 (61.7)                   | 11.9 (53.4)                   | 5.7 (42.3)                    | 2 (36)                        | 11.1 (52.0)                   |
| 平均低温 °C（°F）             | −2.2 (28.0)                   | −1.3 (29.7)                   | 1.7 (35.1)                    | 4.6 (40.3)                    | 9.1 (48.4)                    | 12.3 (54.1)                   | 14.4 (57.9)                   | 13.9 (57.0)                   | 10.8 (51.4)                   | 7.1 (44.8)                    | 1.9 (35.4)                    | −1.2 (29.8)                   | 5.9 (42.6)                    |
| 历史最低温 °C（°F）           | −20.7 (−5.3)                  | −15.1 (4.8)                   | −9 (16)                       | −4.6 (23.7)                   | −0.5 (31.1)                   | 2.2 (36.0)                    | 6.2 (43.2)                    | 4.8 (40.6)                    | 1 (34)                        | −3.6 (25.5)                   | −11.8 (10.8)                  | −12.2 (10.0)                  | −20.7 (−5.3)                  |
| 平均降水量 mm（）             | 95.1 (3.74)                   | 82.9 (3.26)                   | 83.6 (3.29)                   | 87.2 (3.43)                   | 95.1 (3.74)                   | 99.9 (3.93)                   | 79.2 (3.12)                   | 93.9 (3.70)                   | 94.2 (3.71)                   | 100.7 (3.96)                  | 101.5 (4.00)                  | 95.8 (3.77)                   | 1,109.1 (43.67)               |
| 月均日照時數                  | 77.7                          | 104.4                         | 156.7                         | 172.8                         | 202.5                         | 234                           | 260.1                         | 232.5                         | 176.3                         | 121.4                         | 71.2                          | 60.6                          | 1,870.2                       |
| 来源：infoclimat.fr           |                               |                               |                               |                               |                               |                               |                               |                               |                               |                               |                               |                               |                               |

## 行政区划
蒙梅利扬的市镇编号为73171，邮政编号为73800。
在行政管理方面，蒙梅利扬隶属于法国奥弗涅-罗讷-阿尔卑斯大区萨瓦省尚贝里区；在地方选举方面，蒙梅利扬是蒙梅利扬县的中央投票站所在地，其市镇范围全境被划入萨瓦省第三选区；在社会管理方面，蒙梅利扬是萨瓦之心市镇公共社区的办公驻地。
法国国家统计与经济研究所（简称）在进行数据统计时，将蒙梅利扬及相邻的另外两个市镇设为蒙梅利扬城市核心区（Unité urbaine de Montmélian），并将包括核心区在内的周边共84个市镇划为尚贝里城市区。自2020年起，尚贝里城市区被包含115个市镇的尚贝里城市辐射区代替。此外，还将蒙梅利扬市镇整体看作一个“块区”（IRIS），以便于统计人口分布情况。

## 交通

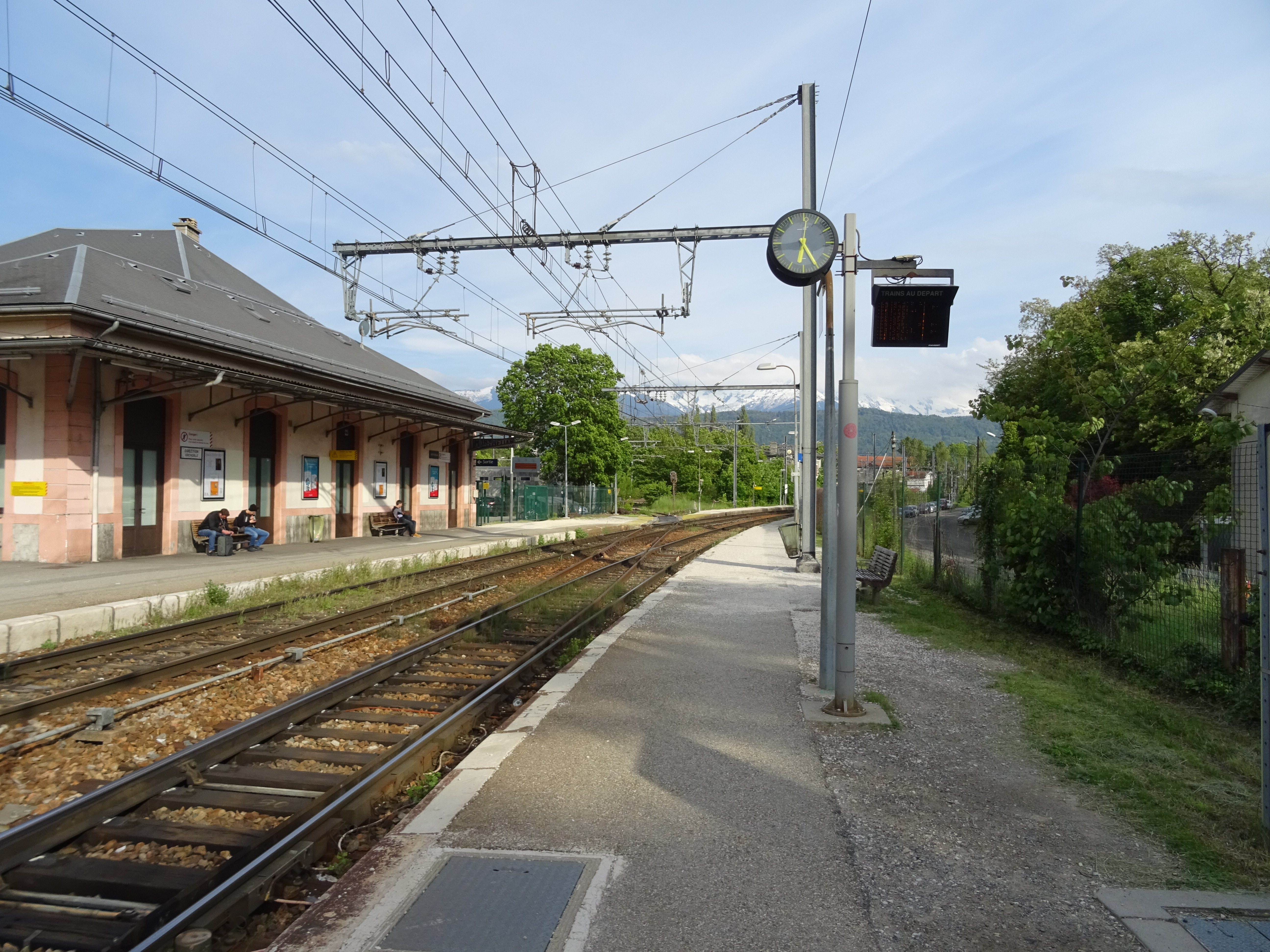
蒙梅利扬火车站的站台

### 公路
A43高速公路经过蒙梅利扬市区东南部，通过22号出入口连接市区；另有多条萨瓦省省道在蒙梅利扬境内交汇。奥弗涅-罗讷-阿尔卑斯大区下属的城际客运提供巴士线路，可前往周边部分市镇。
| 22 | 3 |

| 尚贝里 | 17 |

| 阿尔贝维尔 | 35 |

| 圣让德莫里耶讷 | 60 |

2019年，77.9%的蒙梅利扬家庭拥有至少一辆私人汽车。2019年，蒙梅利扬境内共发生各类交通事故1起，造成2人受伤，其中1人重伤。

### 铁路
蒙梅利扬位于屈洛兹－莫达讷铁路和格勒诺布尔－蒙梅利扬铁路的交汇处。蒙梅利扬站位于市区西部，是一个“人”字形的铁路车站，其主站房位于两条线路交汇处内侧，该站停靠往返于尚贝里和莫达讷一线的区域列车。

### 航空
距离蒙梅利扬最近的民用航空站为里昂圣埃克絮佩里机场，距离蒙梅利扬市中心的公路里程约100公里。

### 城市公共交通
蒙梅利扬城市公共交通（商业名称为）是当地的城市公共交通系统。截至2022年11月，该系统共包括一条摆渡公交线路，法定节假日外全年开行，路网覆盖了蒙梅利扬市区内的主要街道和居民区。

## 政治

### 市政内阁

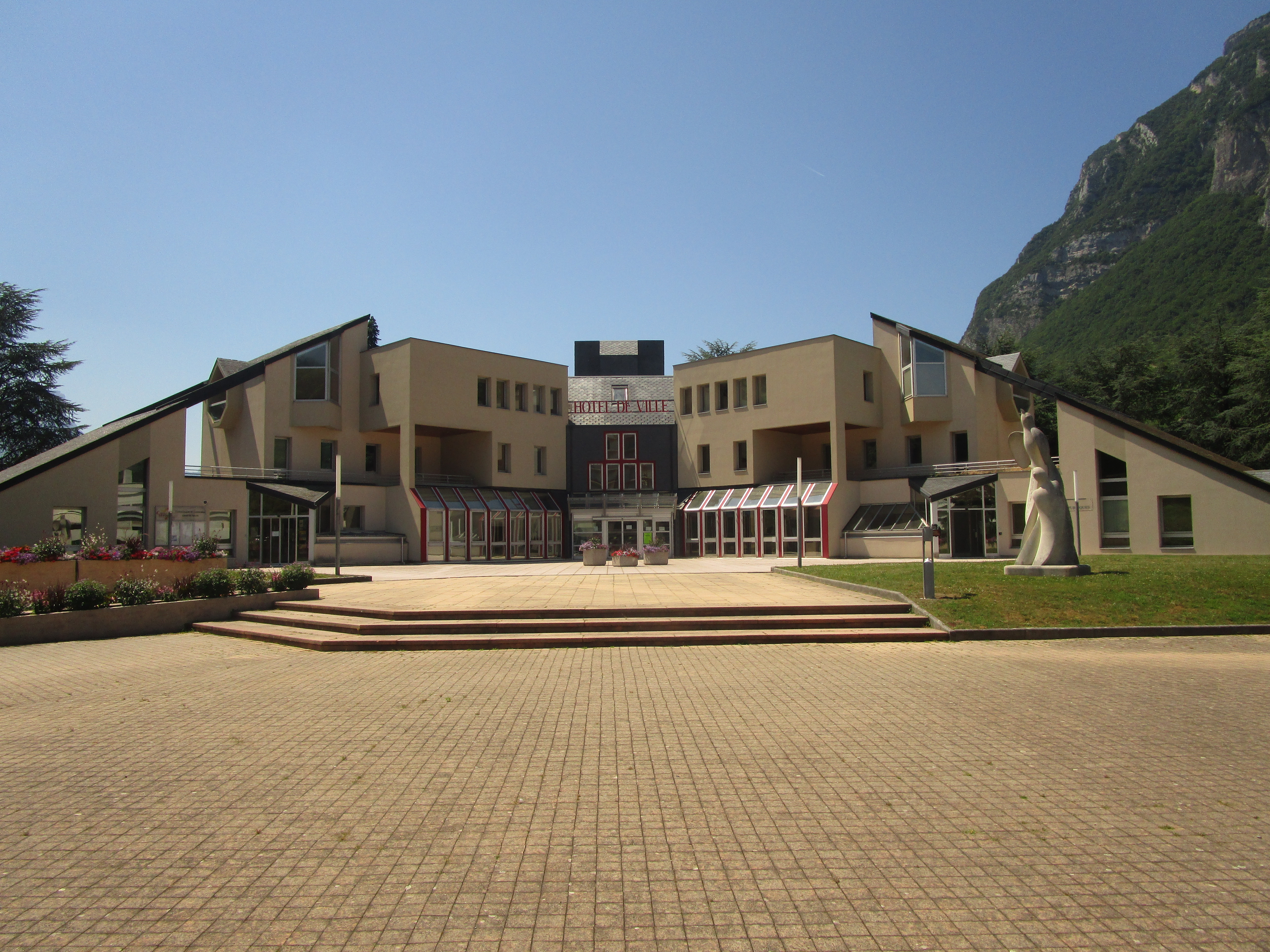
蒙梅利扬市政厅

蒙梅利扬的现任市长为贝阿特丽丝·桑泰女士，她是一名左翼无党派人士的一名成员，在2020年的市政选举中获得了100.00%的支持率（无其他候选人）。
| 蒙梅利扬历届市长 | 蒙梅利扬历届市长                 | 蒙梅利扬历届市长                            |
| 任期             | 市长                             | 党派                                        |
| ---------------- | -------------------------------- | ------------------------------------------- |
| 1944年－1973年   | Albert SERRAZ 阿尔贝·塞拉兹      | UDSR抵抗运动民主社会联盟 →DVG左翼无党派人士 |
| 1973年－2008年   | Roger RINCHET 罗歇·兰谢          | PS社会党                                    |
| 2008年－         | Béatrice SANTAIS 贝阿特丽丝·桑泰 | PS社会党 →DVG左翼无党派人士                 |

### 各级选举
| 蒙梅利扬历届投票选举结果 | 蒙梅利扬历届投票选举结果 | 蒙梅利扬历届投票选举结果 | 蒙梅利扬历届投票选举结果 | 蒙梅利扬历届投票选举结果         | 蒙梅利扬历届投票选举结果 | 蒙梅利扬历届投票选举结果 | 蒙梅利扬历届投票选举结果         | 蒙梅利扬历届投票选举结果 | 蒙梅利扬历届投票选举结果 |
| 选举项目                 | 选举范围                 | 选区单位                 | 选区单位内的选举结果     | 选区单位内的选举结果             | 选区单位内的选举结果     | 选区单位内的选举结果     | 选区单位内的选举结果             | 选区单位内的选举结果     | 参考资料                 |
| 选举项目                 | 选举范围                 | 选区单位                 | 第一轮胜出者             | 第一轮胜出者                     | 支持率                   | 第二轮胜出者             | 第二轮胜出者                     | 支持率                   | 参考资料                 |
| ------------------------ | ------------------------ | ------------------------ | ------------------------ | -------------------------------- | ------------------------ | ------------------------ | -------------------------------- | ------------------------ | ------------------------ |
| 2017年法國總統選舉       | 法國                     | 市镇                     |                          | 埃马纽埃尔·马克龙                | 25.47%                   |                          | 埃马纽埃尔·马克龙                | 63.87%                   | [ 29 ]                   |
| 2017年法国立法选举       | 萨瓦省第三选区           | 市镇                     |                          | 菲利普·维维耶                    | 42.58%                   |                          | 菲利普·维维耶                    | 65.82%                   | [ 29 ]                   |
| 2019年欧洲议会选举       | 法國                     | 市镇                     |                          | 若尔当·巴尔代拉                  | 24.56%                   | （不适用）               | （不适用）                       | （不适用）               | [ 31 ]                   |
| 2021年法国省级选举       | 萨瓦省                   | 县                       |                          | 让-弗朗索瓦·迪克 贝阿特丽丝·桑泰 | 50.81%                   |                          | 让-弗朗索瓦·迪克 贝阿特丽丝·桑泰 | 57.73%                   | [ 32 ]                   |
| 2021年法国省级选举       | 萨瓦省                   | 市镇                     |                          | 让-弗朗索瓦·迪克 贝阿特丽丝·桑泰 | 69.66%                   |                          | 让-弗朗索瓦·迪克 贝阿特丽丝·桑泰 | 77.68%                   | [ 32 ]                   |
| 2021年法国大区选举       |                          | 市镇                     |                          | 洛朗·沃基耶                      | 31.38%                   |                          | 洛朗·沃基耶                      | 46.04%                   | [ 33 ]                   |
| 2022年法国总统选举       | 法國                     | 市镇                     |                          | 玛丽娜·勒庞                      | 25.88%                   |                          | 埃马纽埃尔·马克龙                | 53.57%                   | [ 29 ]                   |
| 2022年法国立法选举       | 萨瓦省第三选区           | 市镇                     |                          | 娜塔莉·克劳钦斯基                | 25.89%                   |                          | 埃米丽·博尼瓦尔                  | 54.86%                   | [ 29 ]                   |

## 人口
2019年，蒙梅利扬市镇人口数量为4,102，在法国排名第2,710位。其中男性1,983人，女性2,119人，75岁及以上人口占8.7%，外籍人口数量为537人，人口密度为721人/平方公里，当地居民被称为（男性）或（女性）。2020年，蒙梅利扬境内出生46人，死亡人口93人。
| 蒙梅利扬1901年－2019年人口变化情况 |
|                                    |
| 数据来源：Cassini、INSEE           |

## 经济

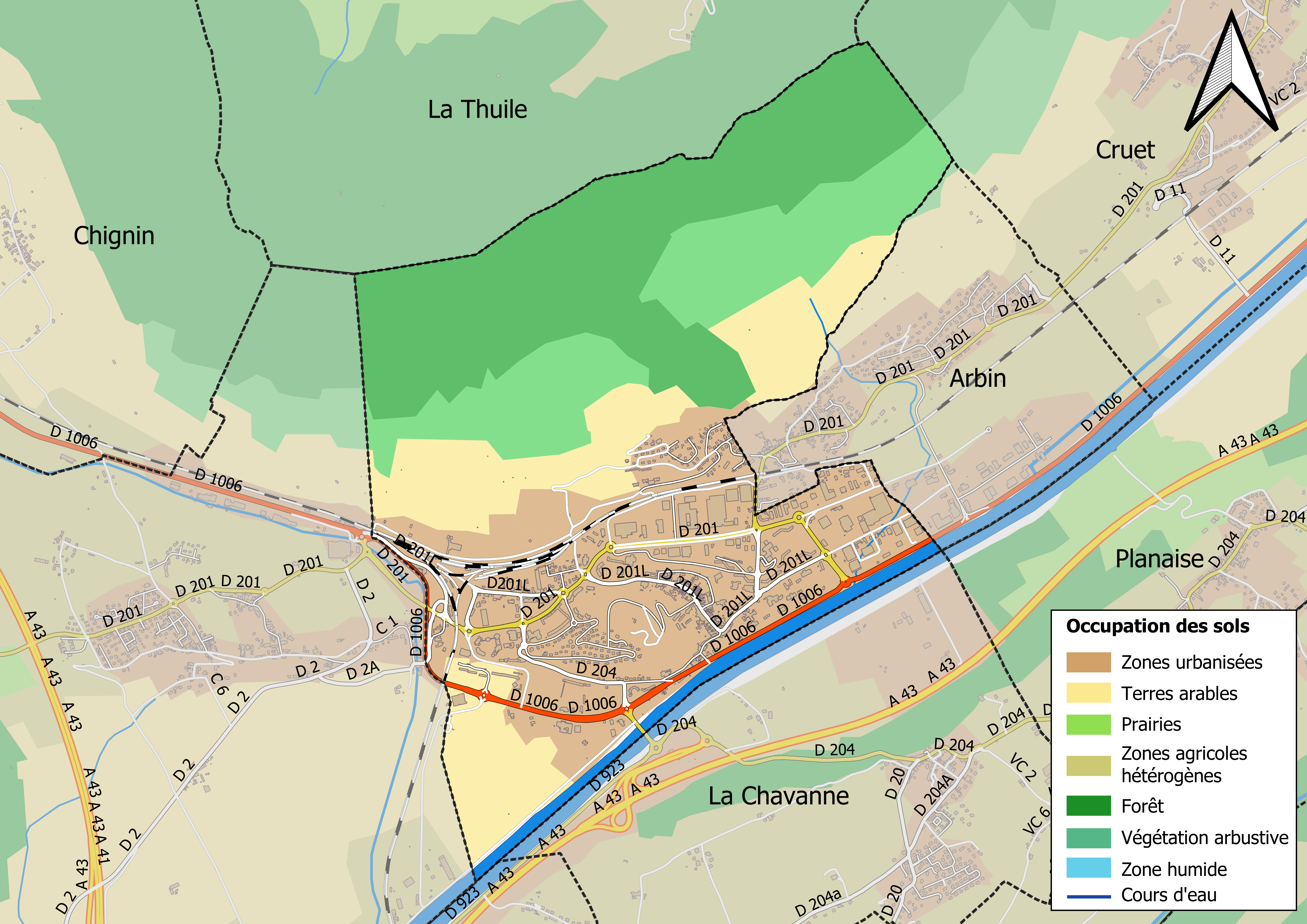
蒙梅利扬土地利用情况地图

蒙梅利扬是一个区域性的中心城市，也是尚贝里的一个远郊卫星城。截止2022年11月，蒙梅利扬市镇范围内共有各类用人单位（包含自雇）578家，平均历史为16年，其中98.57%为中小型企业（PME），2022年9月至11月间，当地的经济活力指数为0.69%。（工程设计）、（五金）及（行政管理）是当地2021年营业额最高的三个企业，分别为36,234,992欧元、2,504,206欧元和2,330,506欧元。

## 财政与居民收入
2020年，蒙梅利扬的财政收入总额为6,893,630欧元，财政支出总额为5,850,690欧元，当年的债务总额为8,679,190欧元。2021年，蒙梅利扬市镇共获得62,134欧元的国家财政补助，比上一年增加了5.94%。
2020年，蒙梅利扬的人均月收入总额为2,041欧元，其中高级职员为3,319欧元，低于法国平均水平（4,230欧元）；中级职员为2,307欧元，低于法国平均水平（2,411欧元）；普通职员为1,688欧元，亦低于法国平均水平（1,740欧元）。
2019年，蒙梅利扬境内的青壮年（15至64岁）失业率为14.0%，当地44.5%的家庭拥有纳税资格，平均纳税1,883欧元，低于法国平均水平（3,910欧元）。

## 社会事务

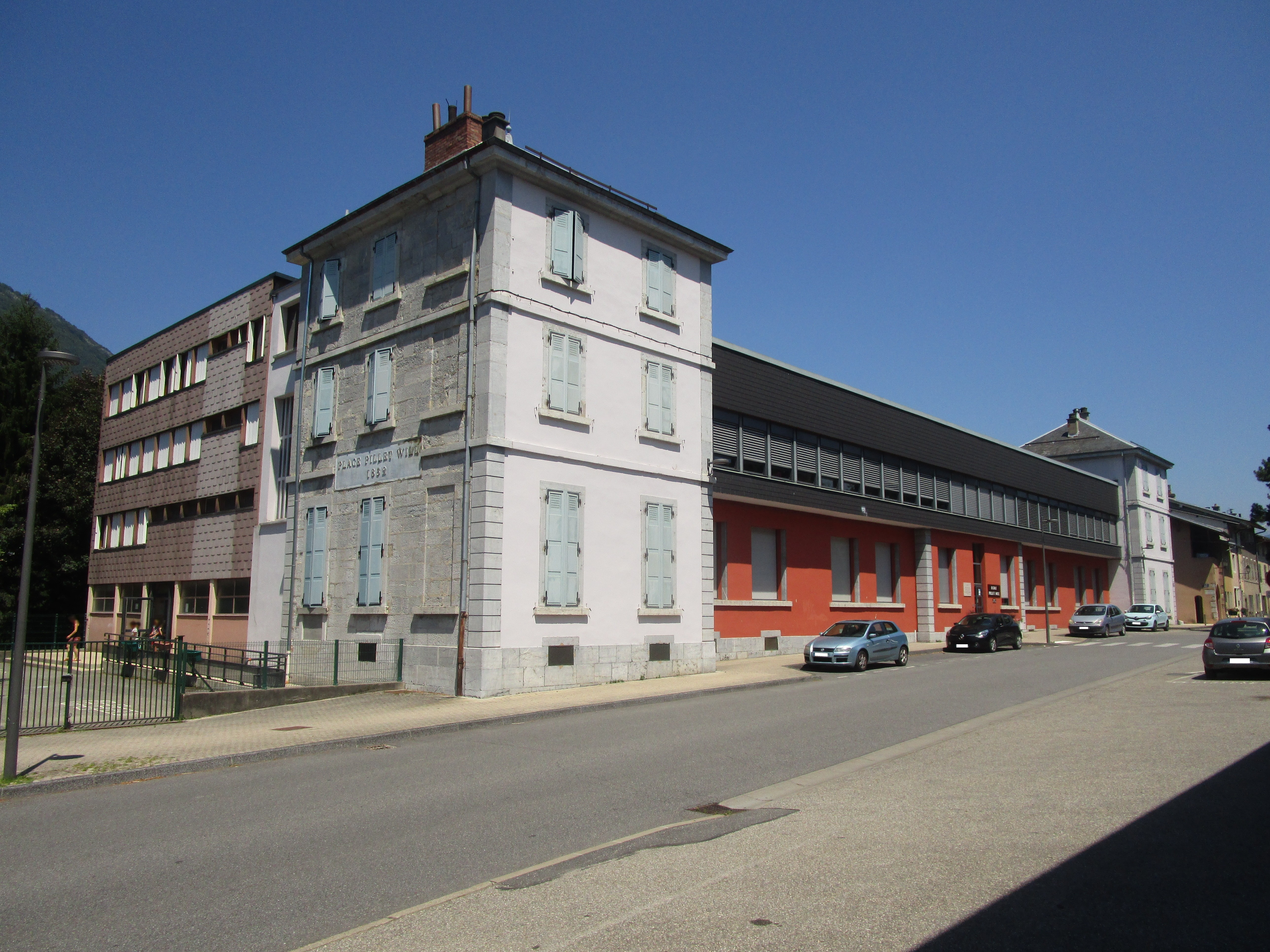
蒙梅利扬的一所学校

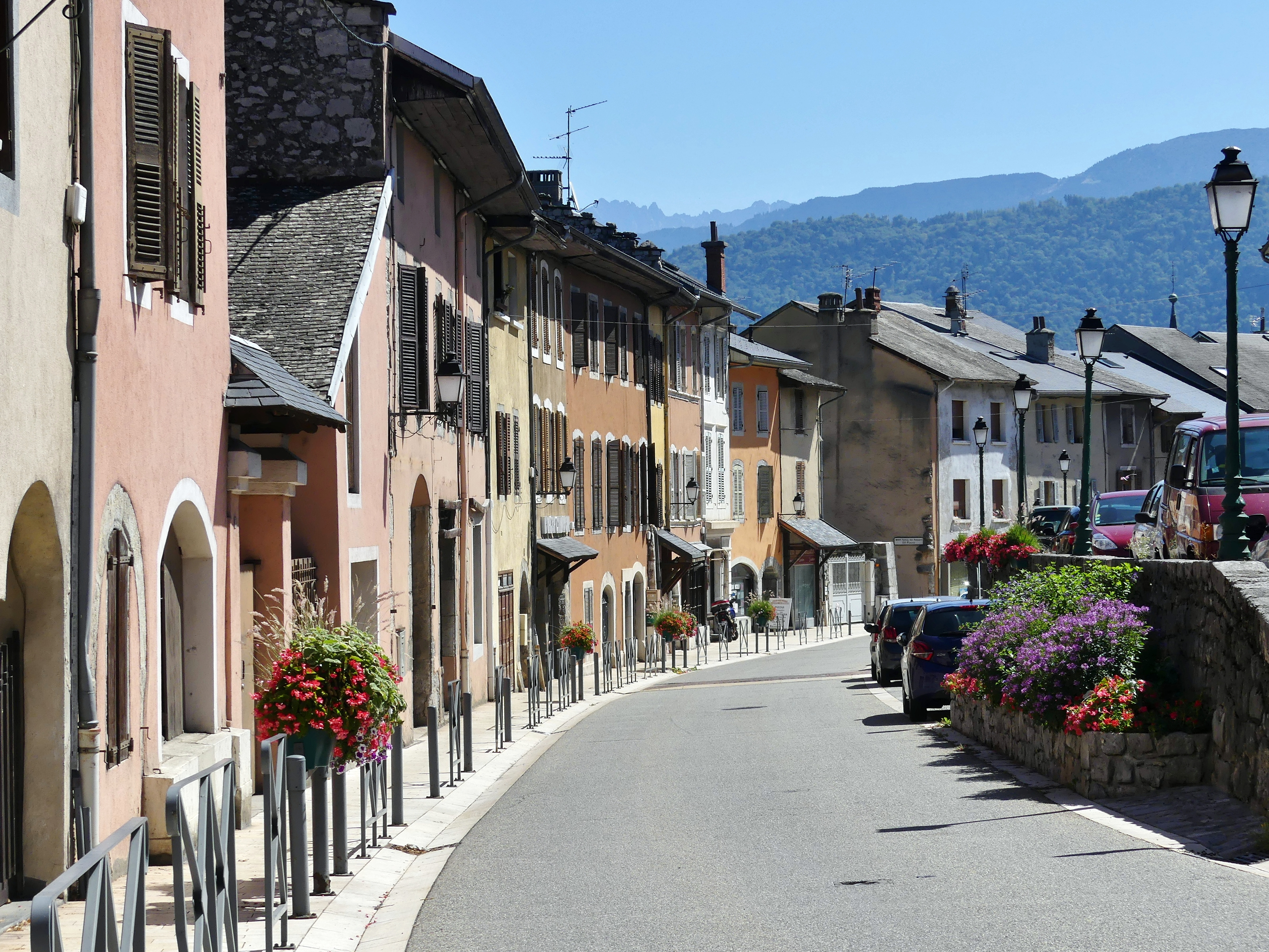
弗朗索瓦·迪马街

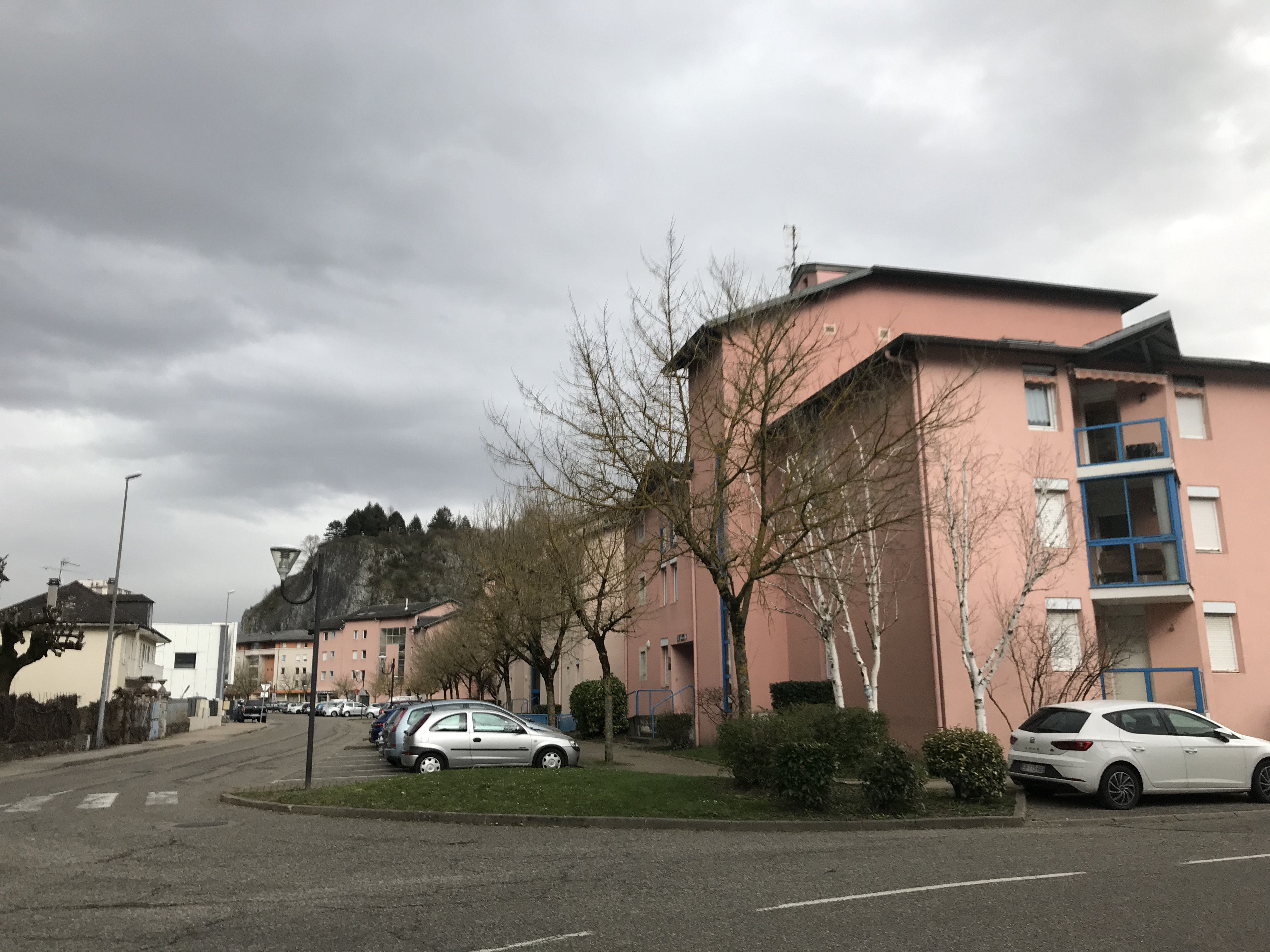
蒙梅利扬的一处居民区

### 教育
蒙梅利扬属于格勒诺布尔学区。截止2021年1月1日，蒙梅利扬境内共有2所幼儿园、2所小学、1所初级中学和1所职业高中。2018至2019学年度，蒙梅利扬境内共有在校中等教育阶段学生829名。

### 医疗
截止2021年1月1日，蒙梅利扬境内共有全科医生10名、保健师17名、牙医4名、护士12名、助产士2名和妇科医生1名。境内共有药房2家。
距离蒙梅利扬最近的区域性医疗机构为萨瓦都会区中心医院，其主病区位于沙勒莱索，距离蒙梅利扬市区的正常车程约11分钟，该院设有床位824个，是当地规模最大的公立综合性医院。

### 住房
2019年，蒙梅利扬境内共有各类住房2,018套，其中16.9%为独立式居民区，79.7%为集中式居民区。常住房屋占蒙梅利扬市镇范围内居民建筑总量的90.6%。
在住房保障政策方面，2021年，蒙梅利扬境内共有471户家庭获得了住房经济补助，受益人数占总人口数量的11.5%，其中456份为房租补助。

### 商业
2021年，蒙梅利扬境内共有各类实体商铺87家，其中餐厅9家、大型超市3家、面包房3家、肉铺3家、书店1家、银行门店5家、美容美发店5家、汽车维修店7家。市区东部建有开放式商业街区，有Intermarché、Bricomarché等购物商场。

### 体育
2021年，蒙梅利扬境内共有1家游泳池、2间体育馆、1座综合体育场、6处网球场、3处足球或橄榄球场以及3处篮球或排球场。
蒙梅利扬橄榄球体育联盟是当地的一个代表性体育团体，其主队2022至2023赛季参加法国橄榄球全国乙组联赛，其主场为阿尔贝·塞拉球场。
截至2022年11月，蒙梅利扬境内共有两家注册足球俱乐部。蒙梅利扬体育协会（Montmélian Association Football，编号504230）是当地的代表性足球队，成立于1921年，其主队2022至2023赛季参加萨瓦省足球联赛甲组（法国第九级别），其主场为阿尔贝·塞拉球场。

### 环境
蒙梅利扬的环境事务由其所属的萨瓦之心市镇公共社区联合各级政府协调负责。2021年，蒙梅利扬境内暂无污染企业。

### 治安
2021年，蒙梅利扬市镇范围内共有1处宪兵队。
蒙梅利扬及其附近的共144个市镇是尚贝里国家宪兵队（zone gendarmerie de Chambéry）的管辖范围。2020年，该宪兵队累计记录各类案件4,595起，其中盗窃类案件2,316起，经济类案件824起，毒品交易类案件161起。

## 文化
2021年，蒙梅利扬境内有1家电影院。蒙梅利扬市政府提供多媒体中心，每周二、三、五、六向公众开放。

### 建筑
蒙梅利扬境内有多处历史建筑，其中横跨伊泽尔河的莫朗桥建于18世纪，现为法国国家文物保护单位，镇中心的圣母升天教堂（Église de l'Assomption-de-Notre-Dame de Montmélian）则是当地的地标性建筑物。

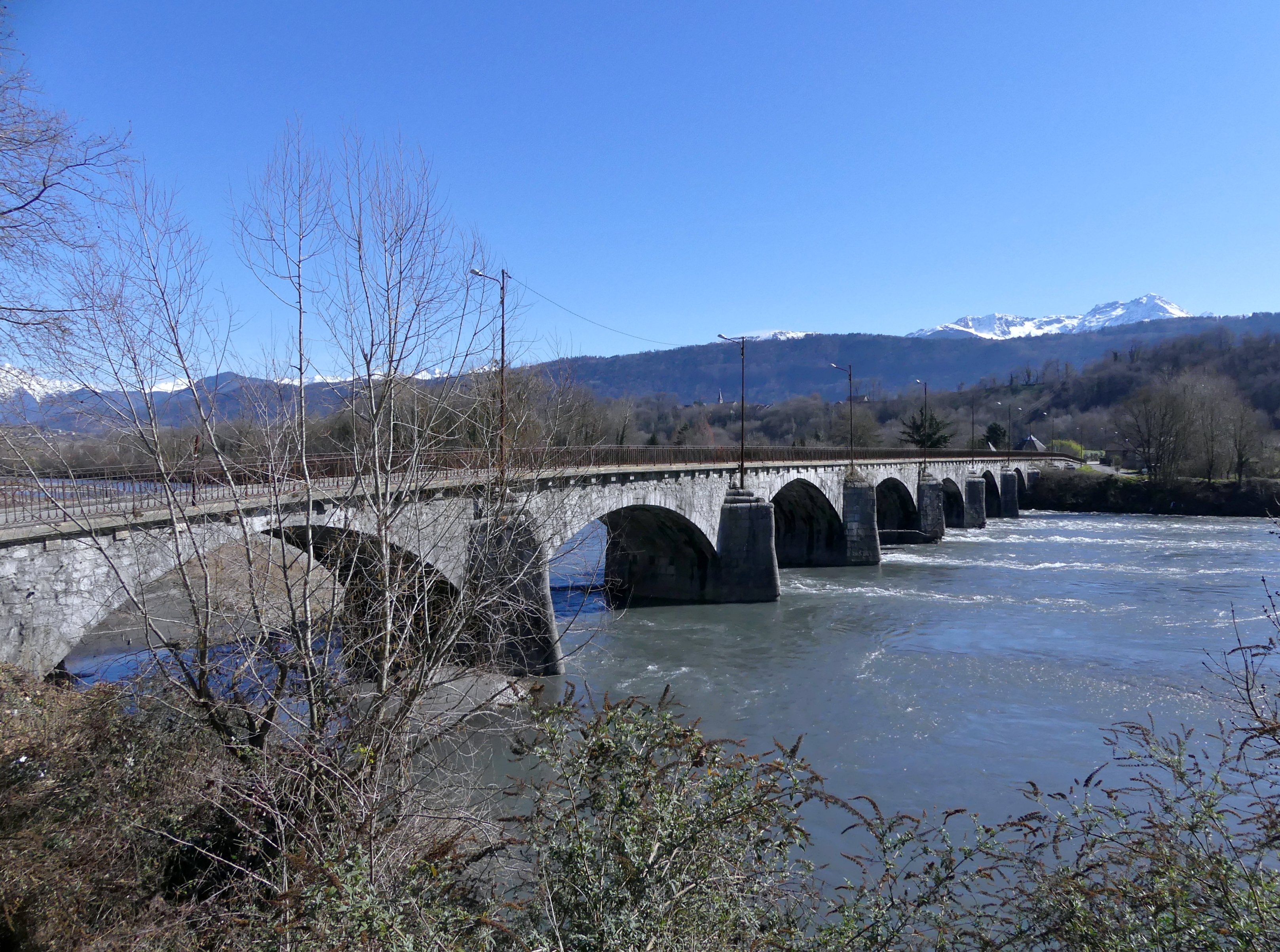
莫朗桥（法语：Pont Morens）
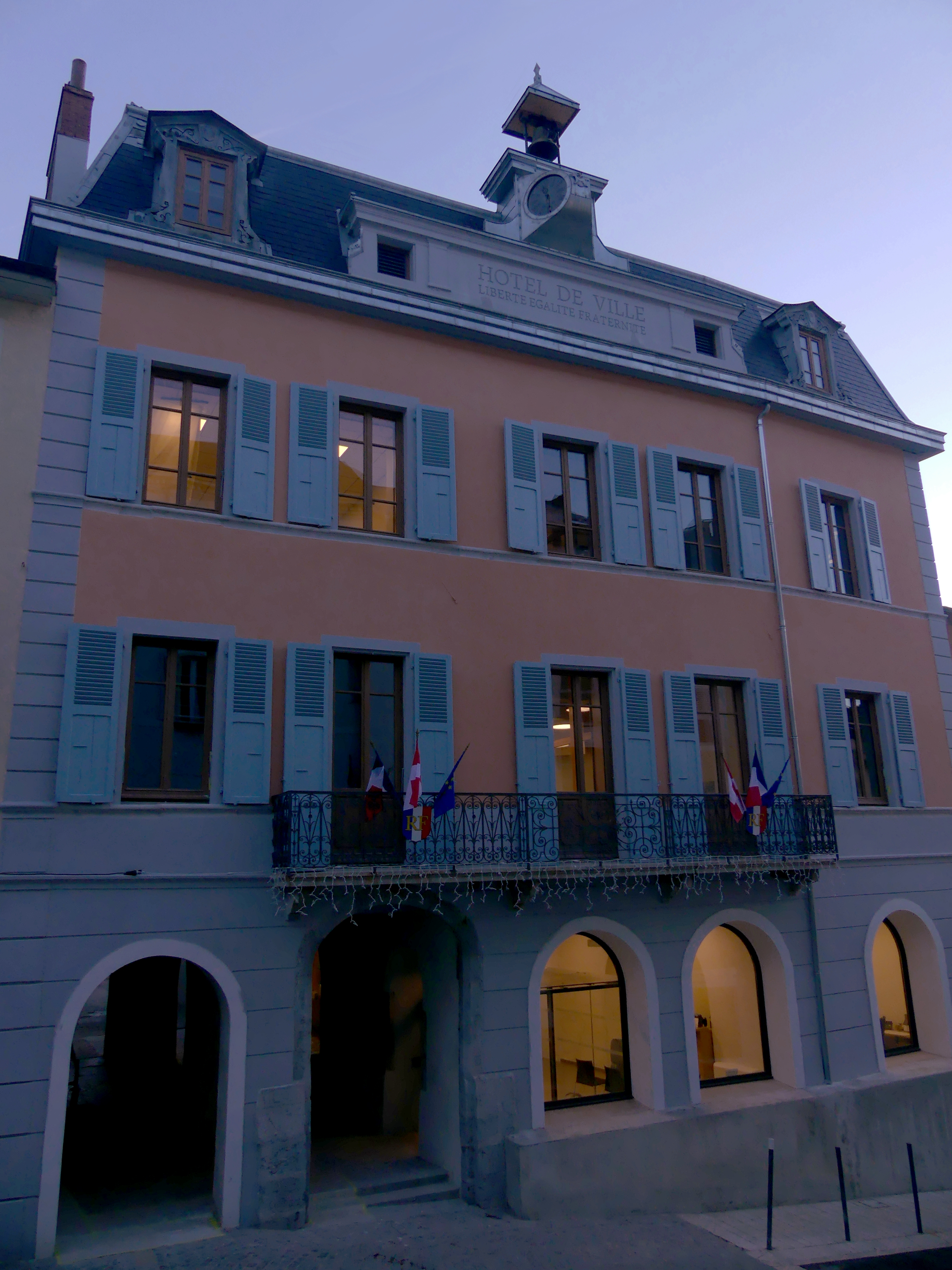
拉普拉斯尼科勒宫（法语：Hôtel Nicolle de La Place）
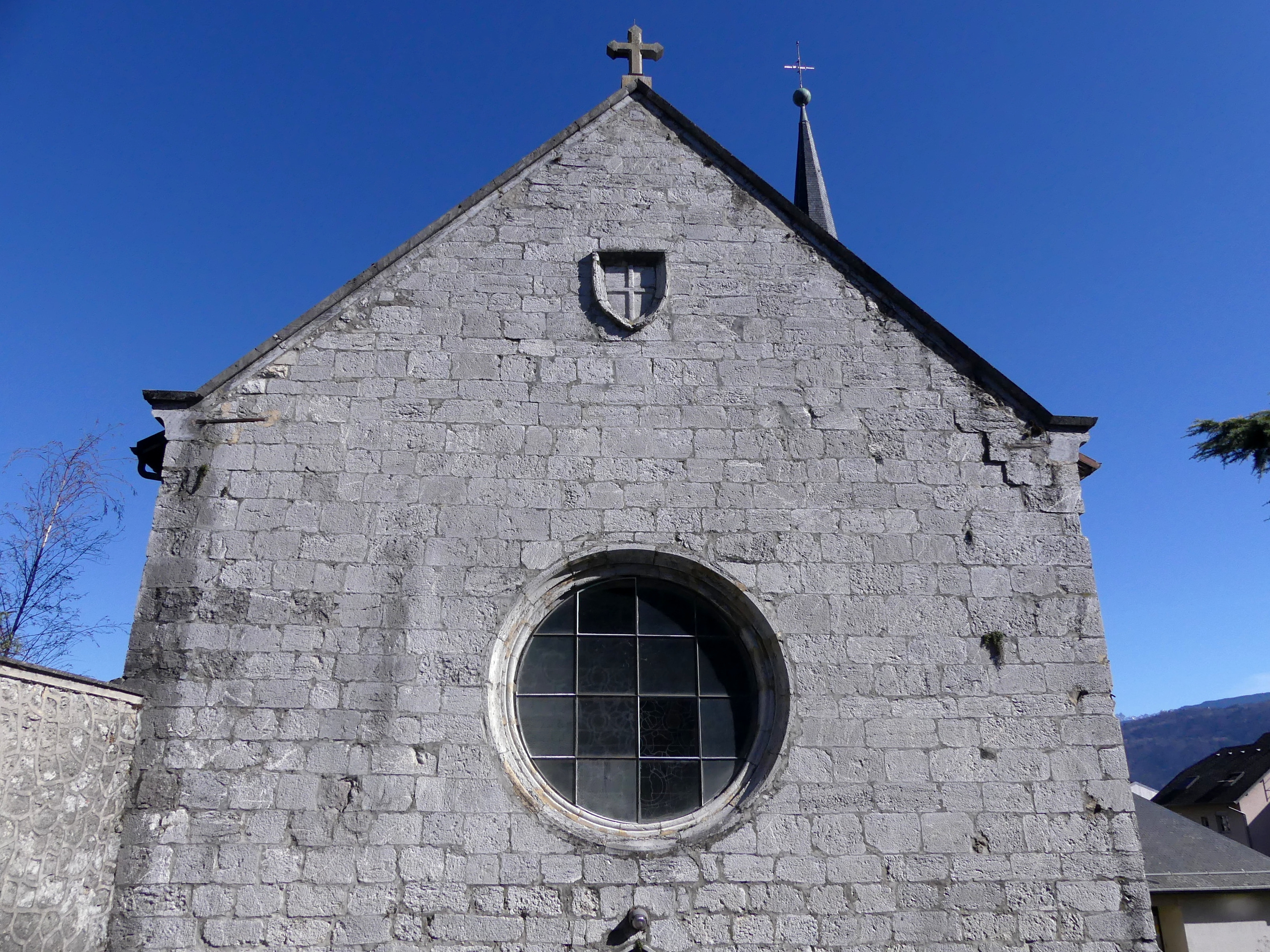
圣母升天教堂
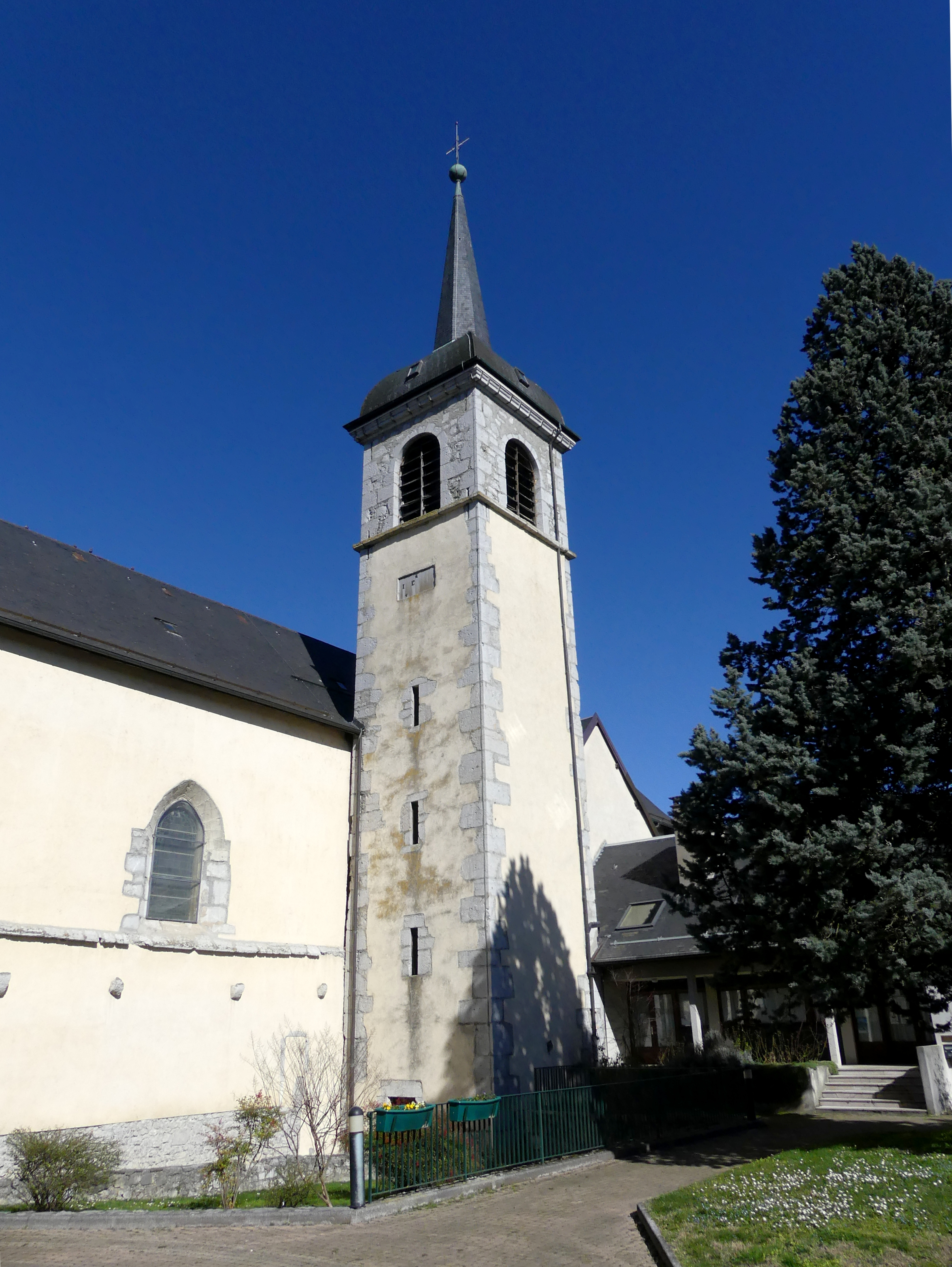
教堂钟楼
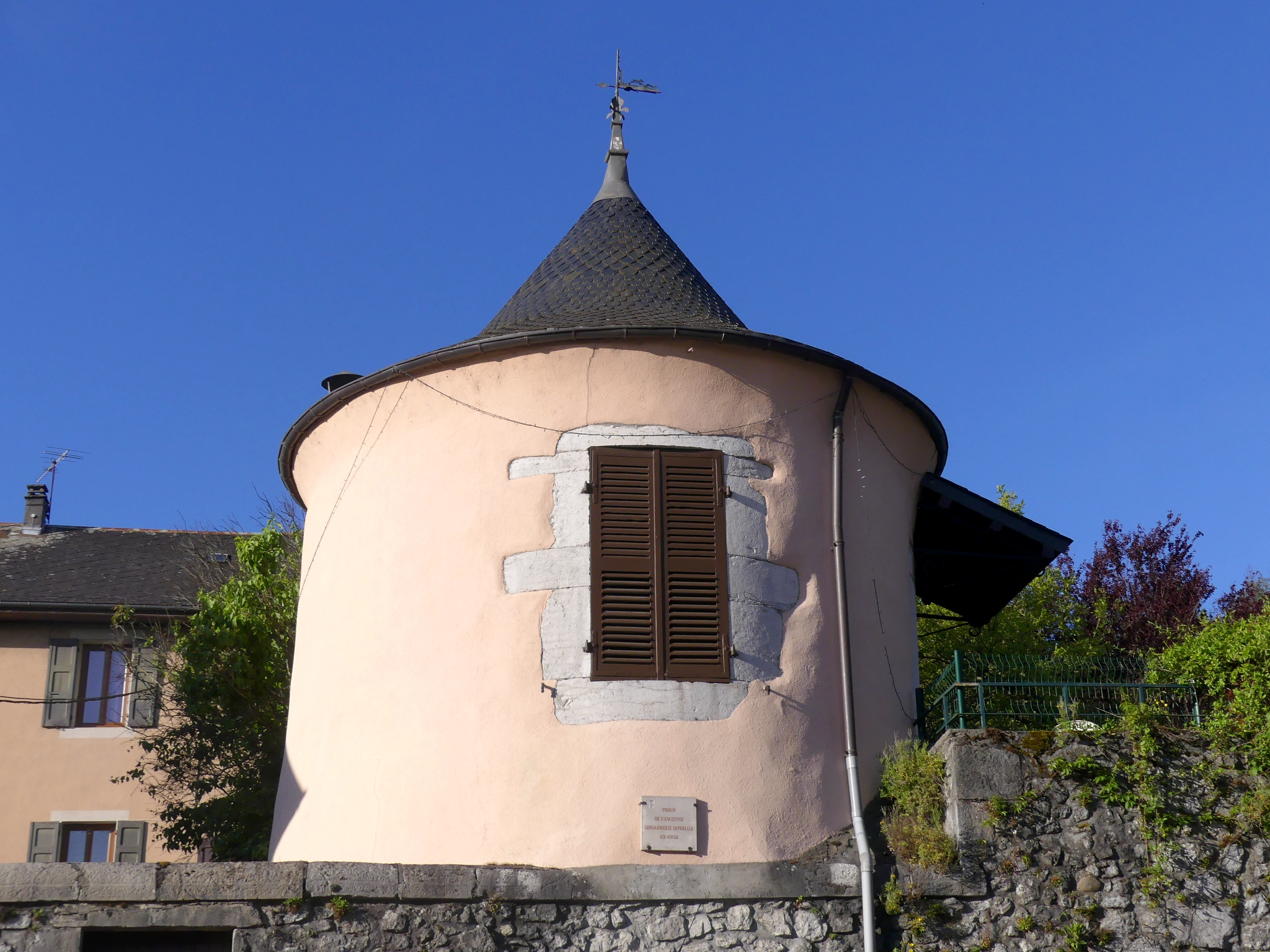
皇家监狱
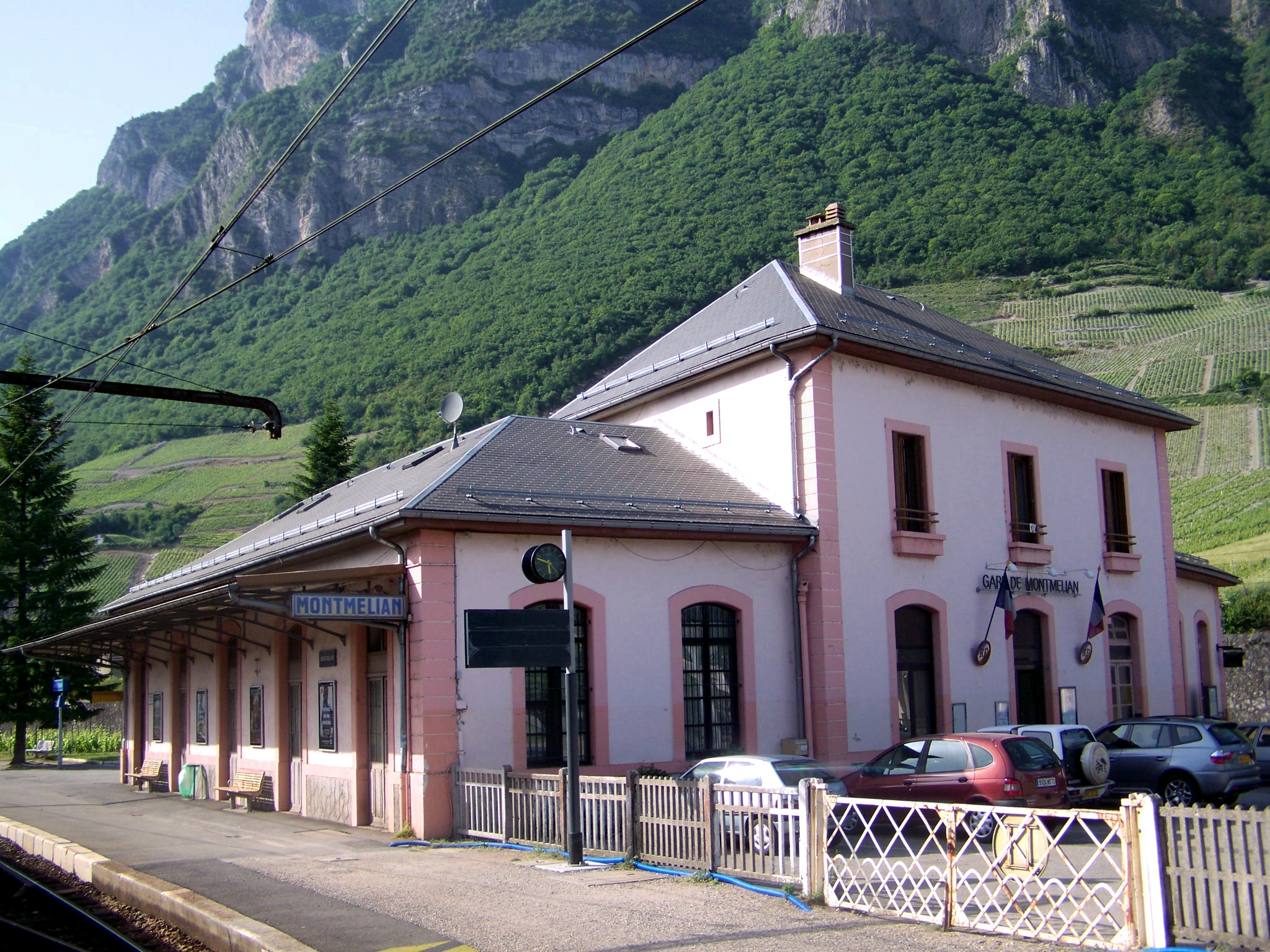
蒙梅利扬站主站房
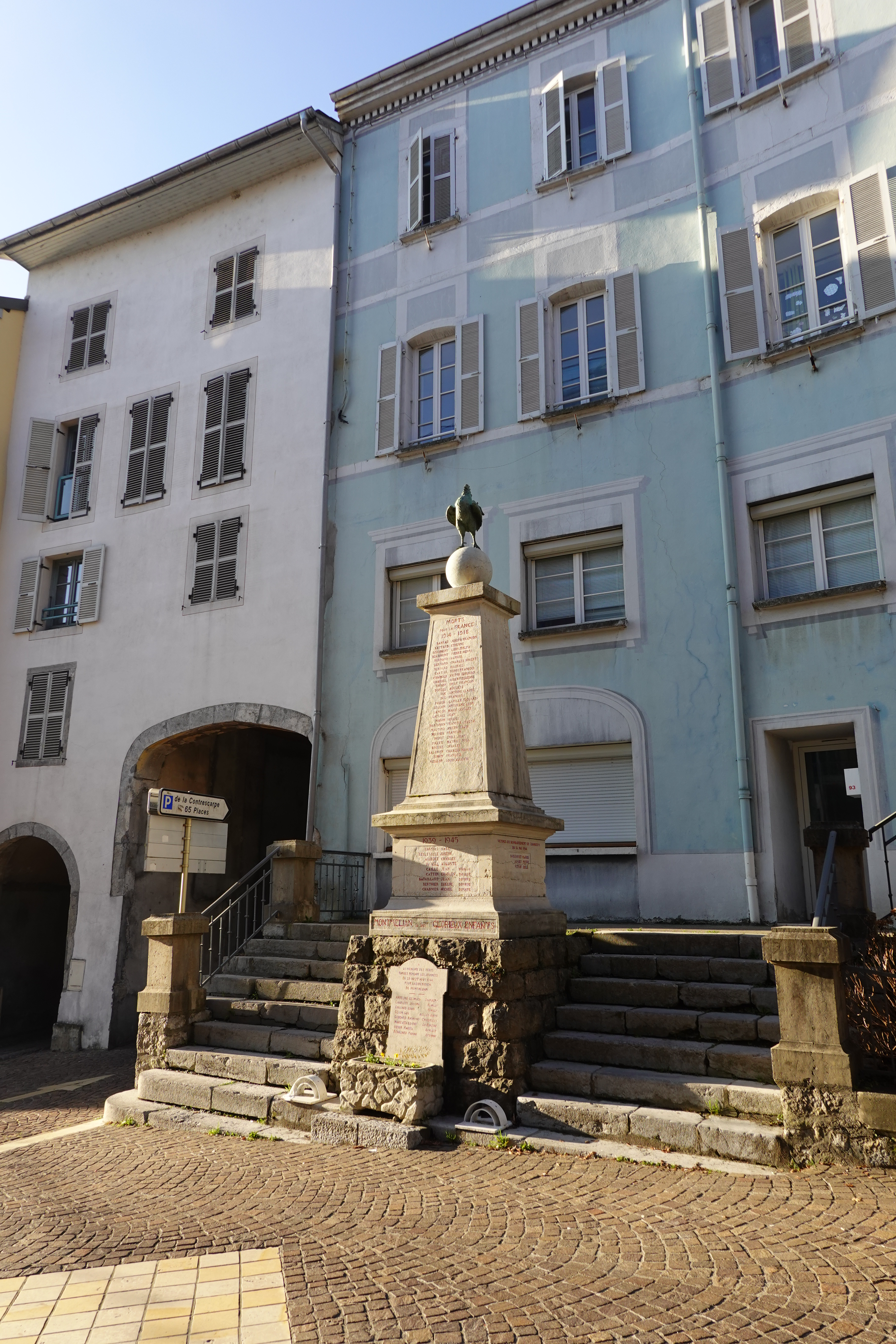
烈士纪念碑
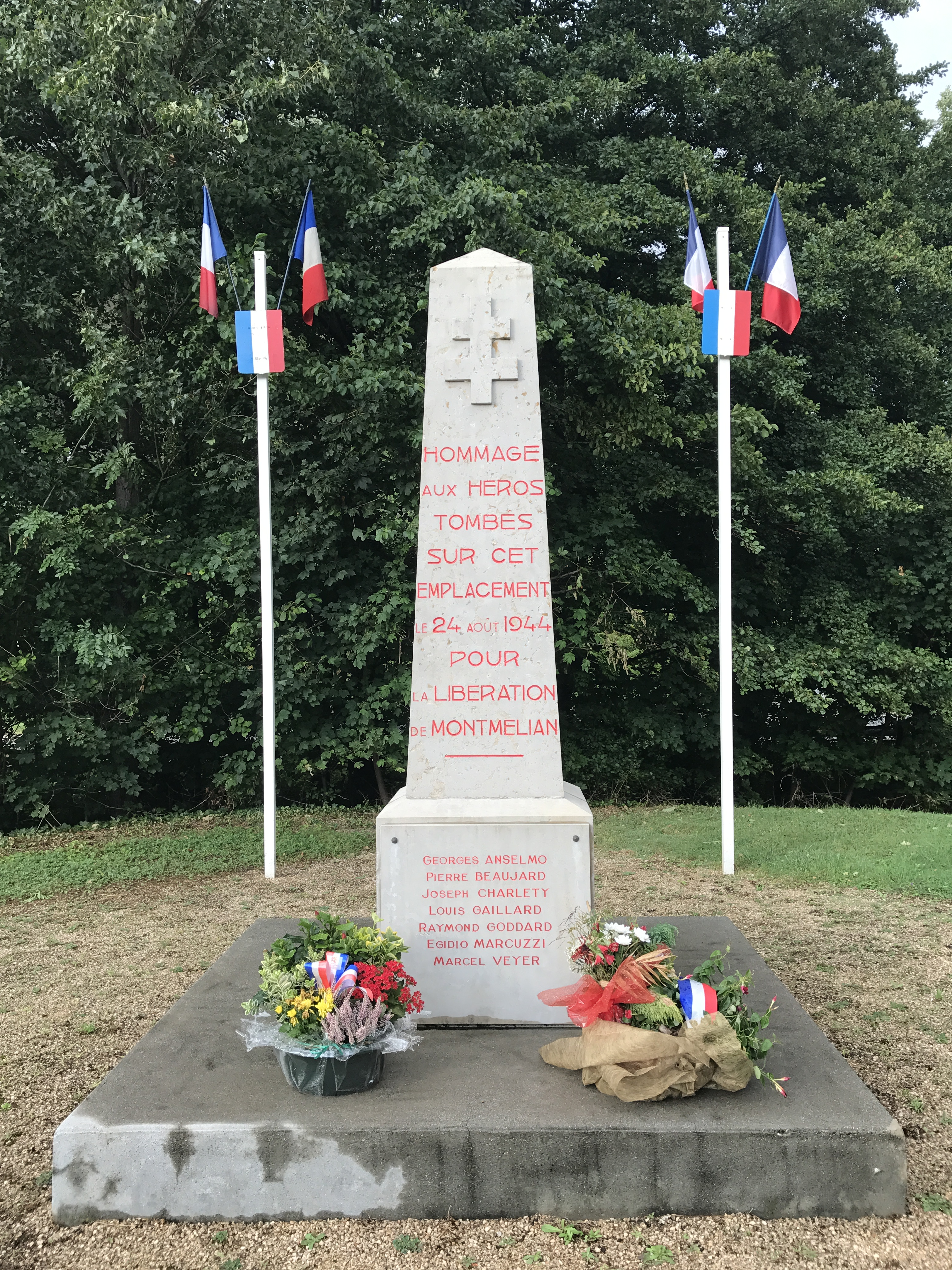
二战纪念碑

### 旅游
蒙梅利扬的旅游事务由其所属的萨瓦之心市镇公共社区负责。2022年，蒙梅利扬境内共有3家酒店共计57间房间。

### 媒体
法国主要的媒体均可在蒙梅利扬接收，法国电视三台下属的奥弗涅-罗讷-阿尔卑斯大区频道在部分时段播出蒙梅利扬所属区域的地方新闻。蓝色法兰西萨瓦广播、Alto广播、勃朗峰8号电视台、《自由多菲内报》等是当地主要的地方性媒体。

## 友好城市
截至2022年11月，蒙梅利扬共与一座城市互为友好城市关系：
- 德国 赫希斯特